# Sigrid Dušek

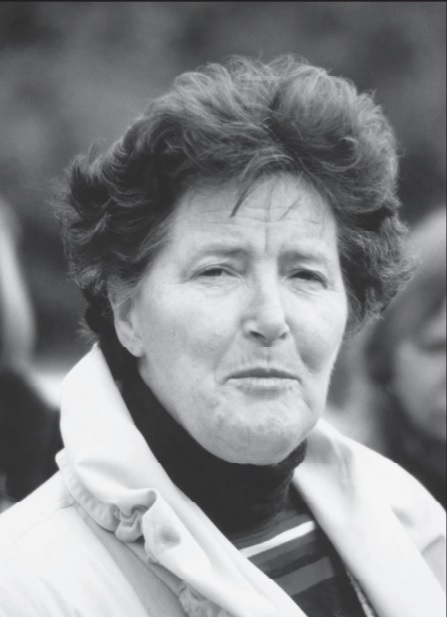
Sigrid Dušek (1996)

Sigrid Dušek, geborene Albert (* 18. September 1937 in Erfurt; † 21. November 2009 ebenda) war eine deutsche Prähistorikerin.

## Leben und wissenschaftlicher Werdegang
Sigrid Dušek leistete nach ihrem Abitur 1955 ein Praktikum am Museum für Ur- und Frühgeschichte Thüringens ab. 1956 bis 1960 folgte dem ein Studium der Ur- und Frühgeschichte an der Humboldt-Universität zu Berlin, das sie mit einer Diplomarbeit zum Thema „Die Waffenbeigaben in den Gräbern der kaiserzeitlichen Elbgermanen (1.-4. Jh.) anhand charakteristischer Fundplätze“ unter der Betreuung von Karl-Heinz Otto abschloss. Anschließend arbeitete sie wieder am Weimarer Museum unter Günter Behm-Blancke als wissenschaftliche Assistentin. 1970 wurde sie an der Humboldt-Universität zu Berlin promoviert.
Zwischen 1970 und 1979 lebte sie aus familiären Gründen als Ehefrau von Mikuláš Dušek in der Slowakei. Zunächst arbeitete sie als wissenschaftliche Mitarbeiterin am Archäologischen Institut der Slowakischen Akademie der Wissenschaften in Nitra. 1973 verteidigte sie die Graduierung als Kandidat der Wissenschaften (Csc) an der Akademie und stieg dort später zur Abteilungsleiterin auf. Neben einer Beteiligung an der Erforschung des junghallstattzeitlichen Fürstensitzes auf dem Molpír bei Smolenice baute sie etwa ein landesweites Bibliotheks-Informationssystem auf.

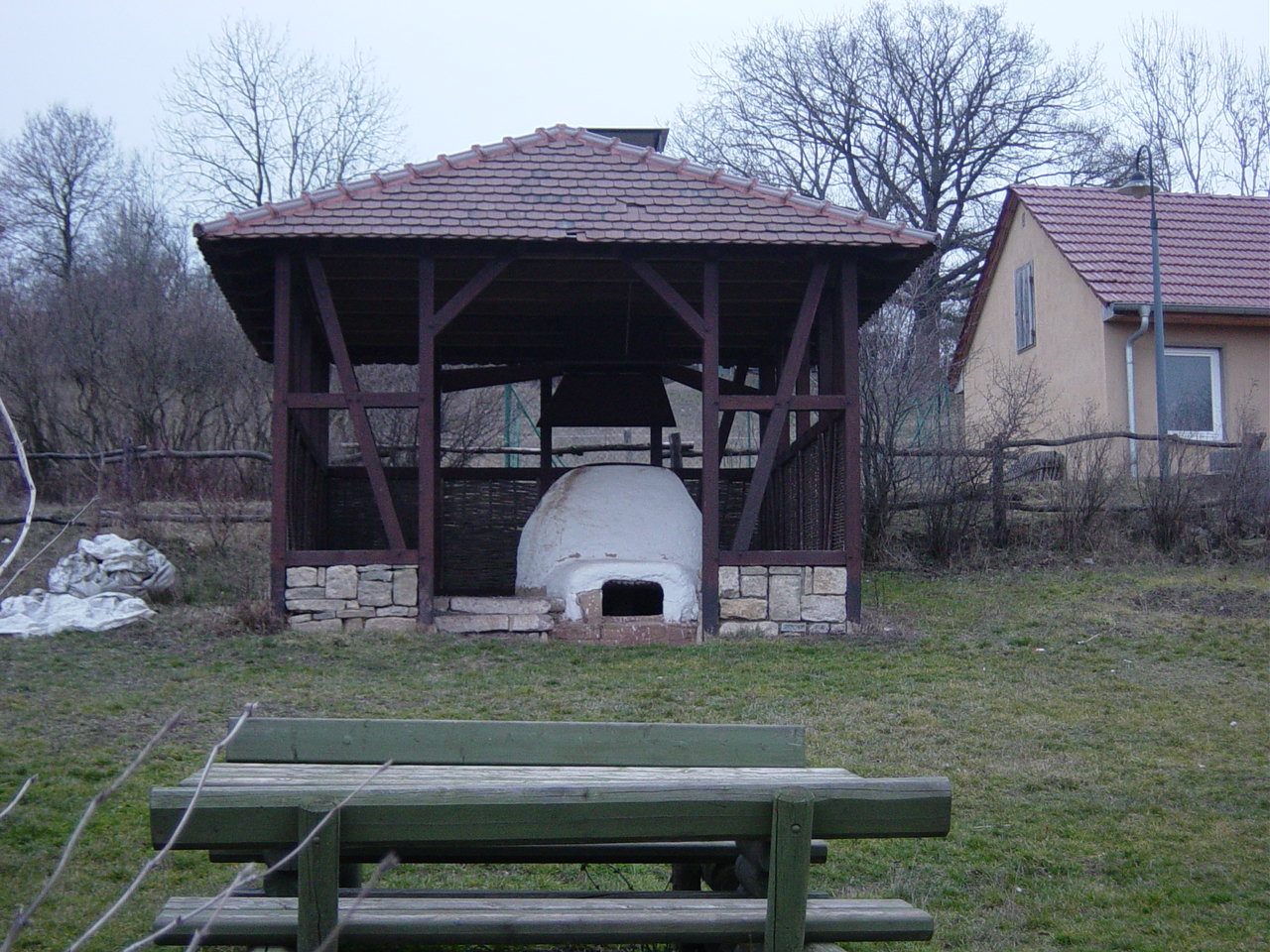
Rekonstruktion eines römischen Keramikofens auf dem Gelände für experimentelle Archäologie in Haarhausen

1979 kehrte sie als stellvertretende Leiterin an das Museum für Ur- und Frühgeschichte Thüringens zurück. Bevor sie 1990 dessen Direktorin wurde, führte sie 1987 EDV-gestütztes Arbeiten ein. In der Umbruchzeit verhinderte sie 1991 einen Personalabbau. 1993 habilitierte sie sich an der Martin-Luther-Universität Halle-Wittenberg mit einer Arbeit über Römische Handwerker im germanischen Thüringen. Von 1994 bis zu ihrer Pensionierung 2003 war Sigrid Dušek Landesarchäologin des Freistaates Thüringen. Zu ihren Leistungen in dieser Tätigkeit zählt die Konzeption und Koordination der Neugestaltung des Landesmuseums im Jahre 1999 und die Einrichtung eines Archäometrie-Labors.
Sigrid Dušeks Forschungsschwerpunkt lag auf der Untersuchung des Verhältnisses von Slawen und Deutschen sowie Römern und Germanen. Auf diesem Gebiet veröffentlichte sie zahlreiche Publikationen. Daneben war sie eine Pionierin des EDV-Einsatzes in der Archäologie der Deutschen Demokratischen Republik.

## Schriften (Auswahl)
- Das spätslawische Gräberfeld von Espenfeld, Kreis Arnstadt: Untersuchungen zur Geschichte und Kultur der späten Slawen im deutsch-slawischen Kontaktgebiet westlich der Saale.> Teil 1. Berlin 1970 DNB 481974830 (Dissertation HU Berlin, Gesellschaftswissenschaftliche Fakultät,  9. Oktober 1970, 167 Seiten, Anlagen).
- Geschichte und Kultur der Slawen in Thüringen, Zur Ausstellung: Museum für Ur- und Frühgeschichte Thüringens. Hrsg. vom Museum für Ur- u. Frühgeschichte Thüringens durch Rudolf Feustel, Weimar, 1983, DNB 840650973.
- Haarhausen, Teil: 1: Rekonstruktion eines Töpferofens und des Brennverfahrens (= Weimarer Monographien zur Ur- und Frühgeschichte, Band 16), Museum für Ur- und Frühgeschichte Thüringens, Weimar 1986 DNB 880742798.
- Römische Handwerker im germanischen Thüringen. Ergebnisse der Ausgrabungen in Haarhausen, Kreis Arnstadt, Theiss, Stuttgart 1992, DNB 931566622 (Habilitation Universität Halle 1993, 165 Seiten, Illustration, Beilagen).
- Römische Handwerker im germanischen Thüringen. Ergebnisse der Ausgrabungen in Haarhausen, Kreis Arnstadt, mit Beiträgen von H. Busch, G. Schneider, Redaktion Eva Speitel, Thüringen. Landesamt für Archäologische Denkmalpflege, Theiss, Stuttgart 1992, ISBN 3-8062-1062-4.
  - Teil A: Auswertung (= Weimarer Monographien zur Ur- und Frühgeschichte, Band 27,1), DNB 920748465 (174 Seiten, Ill., graph. Darst., Kt. + Kt.-Beil. ([2] Bl.)
  - Teil B: Fundbericht (= Weimarer Monographien zur Ur- und Frühgeschichte, Band 27,2), DNB 920748511 (139 Seiten in getr. Zählung : Ill., graph. Darst., Kt.)
- Ur- und Frühgeschichte Thüringens. Theiss, Stuttgart 1999, ISBN 978-3-8062-1504-5

## Refenenzen
1. 1 2 3  Achim Leube: Prähistorie zwischen Kaiserreich und wiedervereinigtem Deutschland. 100 Jahre Ur- und Frühgeschichte an der Berliner Universität Unter den Linden. Studien zur Archäologie Europas 10. Habelt, Bonn 2010, ISBN 978-3-7749-3629-4, S. 167 f.

| Personendaten    | Personendaten                |
| ---------------- | ---------------------------- |
| NAME             | Dušek, Sigrid                |
| ALTERNATIVNAMEN  | Albert, Sigrid (Geburtsname) |
| KURZBESCHREIBUNG | deutsche Prähistorikerin     |
| GEBURTSDATUM     | 18. September 1937           |
| GEBURTSORT       | Erfurt                       |
| STERBEDATUM      | 21. November 2009            |
| STERBEORT        | Erfurt                       |